# Conopsis acuta
Conopsis acuta (лат.) — вид неядовитых змей из семейства ужеобразных, обитающий в Мексике.

## Общая характеристика
Длина тела взрослой особи достигает 10–27,3 см. Тело стройное, голова небольшая, с закруглённой мордой. Глаза крупные. Окраска тела варьируется от светло-коричневой до тёмно-коричневой, с темными пятнами или полосами.

## Распространение и среда обитания
Ообитает в горных лесах на высоте от 1800 до 2600 м над уровнем моря. Распространена в мексиканских штатах Оахака, Пуебла, Веракрус.

## Образ жизни
Активна в дневное время суток.

## Размножение
Яйцекладущая. Самка откладывает от 2 до 6 яиц. Инкубационный период составляет около 60 дней.